# فيفيان فاند فيلد
فيفيان فاند فيلد (بالإنجليزية: Vivian Vande Velde)‏‏ (1951 في روتشستر - ) كاتِبة، وروائية، وكاتبة للأطفال من الولايات المتحدة.

## الجوائز
- جائزة إدغار